# Fiacrius

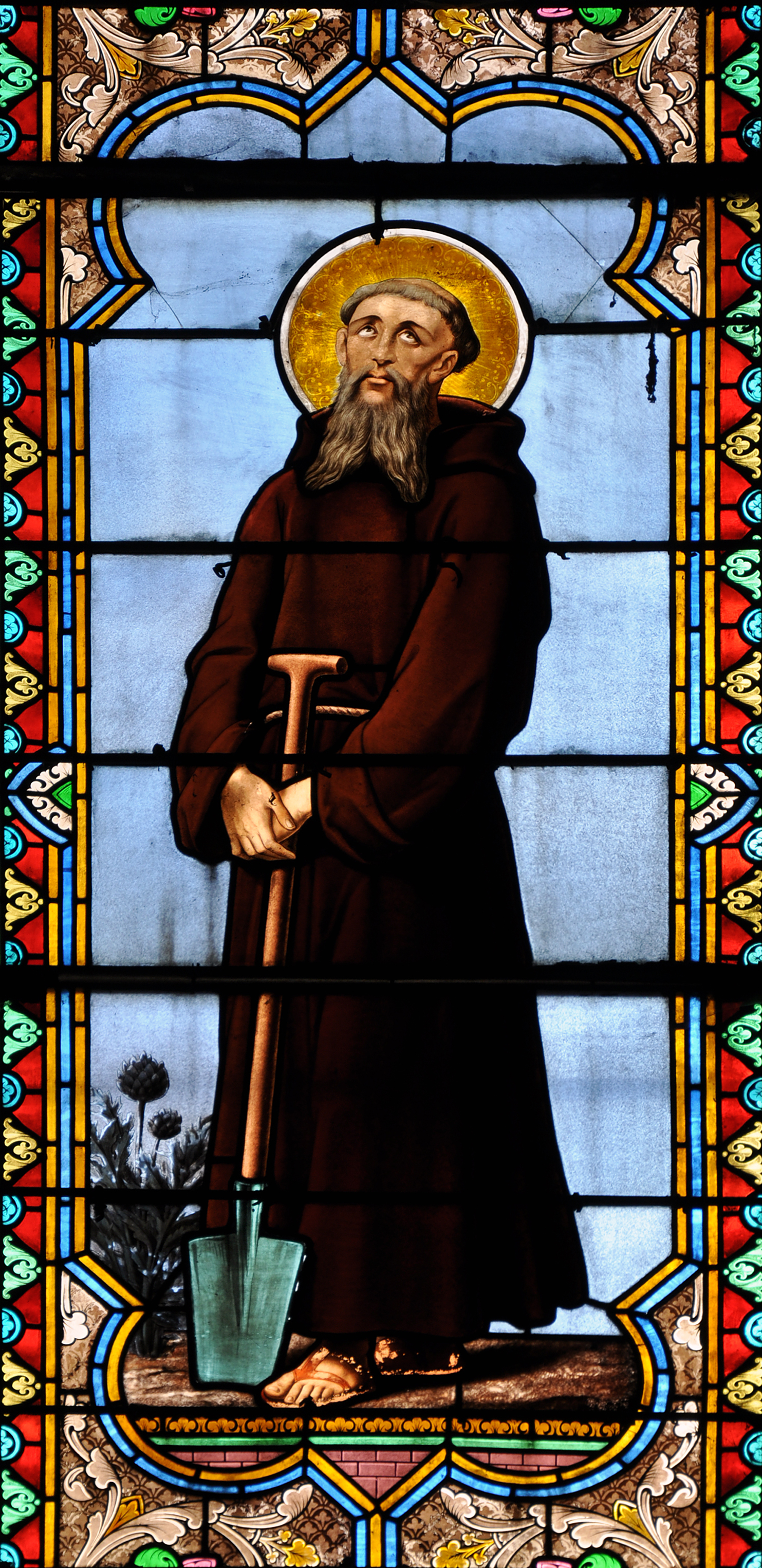
Glasraam in de kerk van Bar-le-Duc

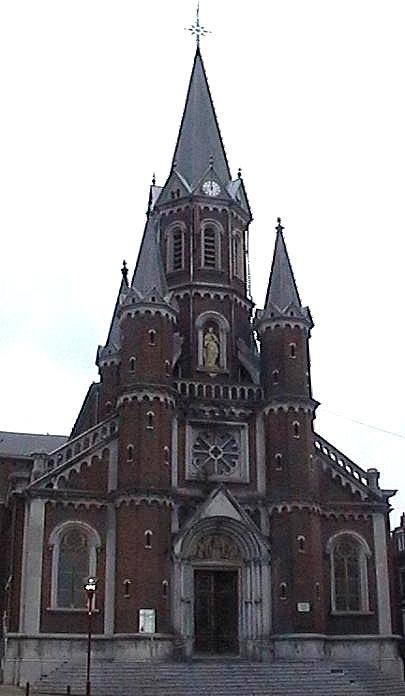
De Sint-Fiacriuskerk in Dison bij Verviers

De heilige Fiacrius (Ierland, rond 610- Meaux, rond 670), in het Iers 'Fiachra', en in het Frans 'Fiacre' of ook 'Fèvre' genoemd, verliet zijn geboorteland Ierland en werd kluizenaar in een bos nabij Meaux, dat hij van de plaatselijke bisschop Faro gekregen had. Op deze plaats ontstond later een klooster. Volgens de legende werd het bos een bloemenhof toen Fiacrius de grond met zijn staf aanraakte. Fiacrius bezat ook de gave van genezing door handoplegging. Zo genas hij koorts, blindheid, poliepen en bovenal fistels.
De verering van Fiacrius is vooral verspreid in Frankrijk en Wallonië, waar het patrocinium van Fiacrius wijdverspreid is. Hij is de patroon van de tuiniers, de bloemenverkopers, de kopersmeden, kistenmakers, hekkenmakers, pottenbakkers, tingieters, notarissen, zegelbranders en taxichauffeurs. Fiacrius wordt aangeroepen tegen huidziekten, syfilis, geslachtsziekten en bij echtelijke onvruchtbaarheid. Zijn feestdag is op 30 augustus.

## Koets
De fiaker of fiacre is een bepaald soort koets met vier wielen. Deze naam is afgeleid van de heilige Fiacrius, via een herberg in Parijs: het Hôtel de Saint Fiacre op de hoek van de Rue Saint-Martin en de Impasse Saint-Fiacre verhuurde in de zeventiende eeuw koetsen per uur. 'Fiacre' werd een eponiem voor huurkoetsen. In Wenen staan de vierwielige koetsen waarmee toeristen worden rondgereden ook nu nog bekend als 'Fiaker'.

## Trivia
Omdat Fiacrius onder andere de beschermheilige is van tuinders was de voormalige tuindersvereniging in Princenhage, een wijk van Breda, naar hem vernoemd. Toen in 2007 huizen werden gebouwd in de buurt van de plaats waar deze tuindersvereniging gevestigd is geweest, werd de straat naar Fiacrius vernoemd: Sint Fiacriushof. Dit werd al snel verbasterd tot Viagrahof. Omdat bewoners bang waren dat de waarde van hun huizen zou verminderen door de associatie met het erectiemiddel, is de oorspronkelijke naam door de gemeente Breda gewijzigd op 15 oktober 2007 in Hofhage. Doordat die naam in veel navigatiesystemen niet voorkomt, geeft dit verwarring.